# Inbal Rabin-Lieberman

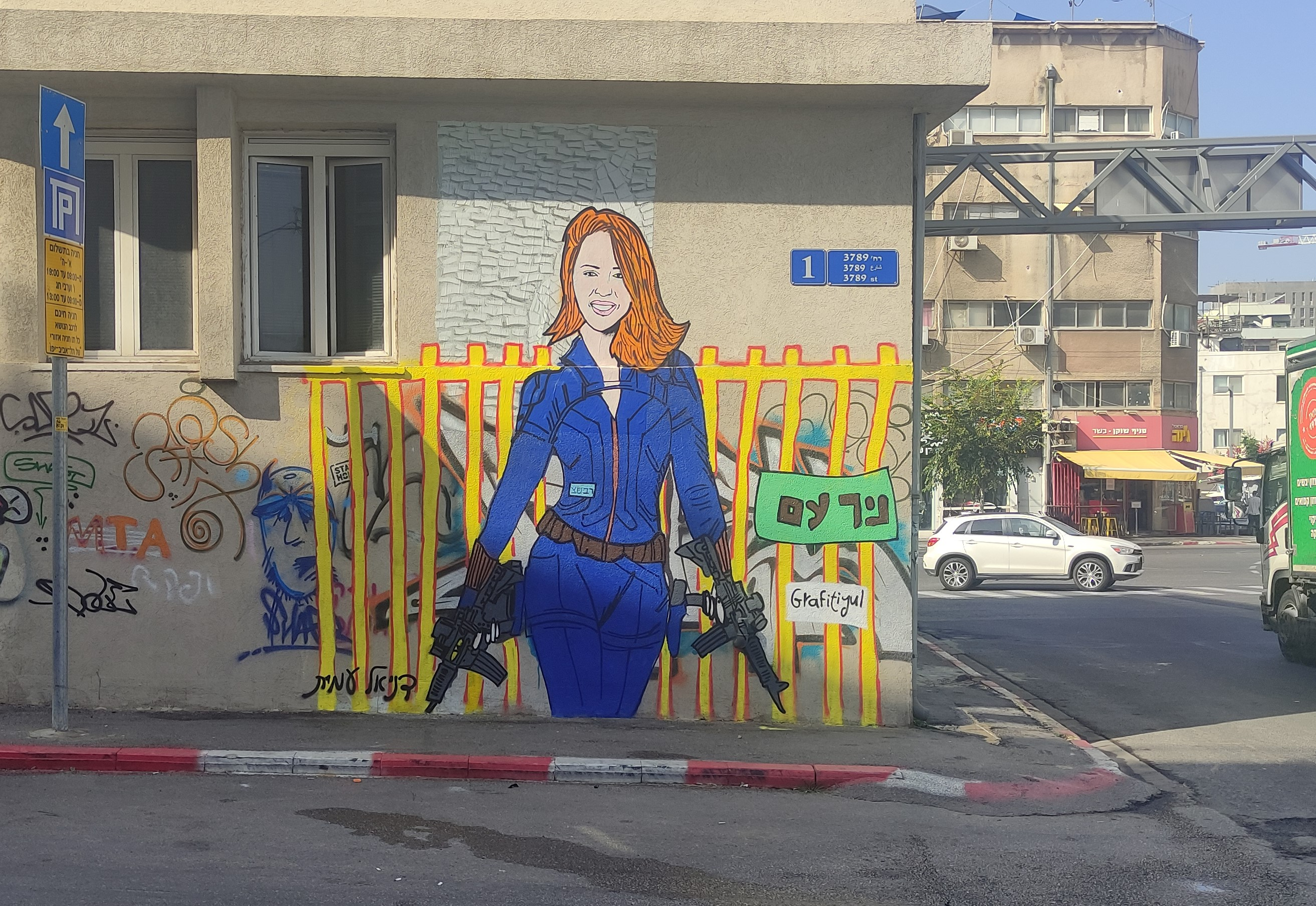
Graffito des Steetart-Kollektivs Grafitiyul mit Inbal Rabin-Lieberman an einer Mauer im Viertel Qirjat haMalʾacha, Tel Aviv-Jaffa. Die Waffen hat jemand später übermalt. Dies macht meist Standing Together.

Inbal Rabin-Lieberman (hebräisch עִנְבָּל לִיבֶּרְמָן; * 9. Oktober 1998 in Nir Am) ist eine israelische Frau, die als Sicherheitskoordinatorin des Kibbuz Nir Am während der Angriffe der Hamas auf Israel 2023 ein Massaker verhinderte.

## Leben
Inbal Rabin-Lieberman wuchs in Nir Am auf und studierte nach dem Militärdienst an der Women's Leadership School. Sie diente als Hundeführerin in der Kampfeinheit Oketz der Israelischen Verteidigungsstreitkräfte und wurde im Dezember 2022 als Nachfolgerin ihres Onkels Ami Rabin zur Sicherheitskoordinatorin des Kibbuz gewählt. Aufgabe dieser Sicherheitskoordinatoren in Israel ist es, sich in Notfällen um die Sicherheit im Kibbuz zu kümmern, bis Polizei oder Militär vor Ort eintreffen.
Nach einem Alarm der Luftschutzsirene am frühen Morgen des 7. Oktober 2023 verteilte sie Waffen an die 12 Mann starke Wacheinheit, die sich dann am Zaun des Kibbuz positionierte. The Jerusalem Post berichtete, mehr als ein Dutzend bewaffnete Terroristen hätten sich dem Kibbuz genähert. Rabin-Lieberman erklärte der Jerusalem Post in einem telefonischen Interview, drei der Terroristen seien erschossen worden; bis zum Eintreffen des Militärs habe das Sicherheitsteam die Angreifer dreieinhalb Stunden lang in Schach gehalten. Alle Einwohner des Kibbuz blieben unversehrt und wurden nach diesem Angriff evakuiert.